# WTA French Indoors
Il WTA French Indoors è stato un torneo femminile di tennis che si disputava a Parigi in Francia su campi in sintetico indoor.

## Albo d'oro

### Singolare
| Anno | Campionessa   | Finalista  | Punteggio     |
| ---- | ------------- | ---------- | ------------- |
| 1975 | Virginia Wade | Sue Barker | 6-1, 6-7, 9-7 |

### Doppio
| Anno | Campionesse                | Finalista                                  | Punteggio     |
| ---- | -------------------------- | ------------------------------------------ | ------------- |
| 1975 | Françoise Dürr Betty Stöve | Evonne Goolagong Regno Unito Virginia Wade | 2-6, 6-0, 6-3 |